# Ново, Начо
Игна́сио Хавье́р Го́мес Но́во (исп. Ignacio Javier Gómez Novo; род. 26 марта 1979[…], Ферроль, Галисия), более известный как Начо Ново (исп. Nacho Novo) — испанский футбольный нападающий и тренер.

## Биография
Начо Ново начинал выступать за молодёжную команду из родного города Ферроля, затем провёл три сезона за «Сомосас» из чемпионата Галисии — пятого испанского дивизиона. После этого он оказался в команде Сегунды «Уэска», где проявил свои способности бомбардира, забив 22 гола в 38 матчах сезона 2000/01.
В «Уэске» его обнаружили селекционеры шотландского клуба «Рэйт Роверс», прозябавшего во втором шотландском дивизионе. Ново продолжил забивать и на севере Британии, записав на свой счет 18 голов в 33 матчах, но даже это не спасло «Рэйт» от вылета в третий дивизион. Способный нападающий, впрочем, за ним не последовал, подписав контракт с «Данди». Сумма трансфера составила 100 тысяч фунтов.
Несмотря на то, что результативность Начо несколько снизилась, его игра за «Данди» привлекла внимание ряда более сильных клубов. Интерес «Лестера» так и не материализовался, а между «Селтиком» и «Рейнджерс» испанец выбрал последних, в июле 2004 года переехав в Глазго за 450 тысяч фунтов.
В новой команде Ново получил номер «10» и в первом своем сезоне полностью ему соответствовал, забив 19 голов в чемпионате, а также несколько важных мячей в кубках, включая гол в ворота будущих обладателей Кубка УЕФА московского ЦСКА.
В начале сезона 2005/06 Начо получил травму, а когда излечился, то обнаружил, что Ле Гуэн не видит его в основном составе. Ново уже собрался покинуть клуб, но «Ковентри» в последний момент отменил трансфер. Следующий сезон получился более удачным — Ново отменно играл в еврокубках (4 гола в 8 матчах) и даже заявил, что был бы счастлив всю оставшуюся карьеру провести в «Рейнджерс». Несмотря на то, что в начале сезона 2007/08 в команду прибыли Даршвиль и Нейсмит, Ново сохранил место в основе, а в декабре 2007 года продлил контракт до конца сезона 2009/10.

## Достижения
«Рейнджерс»
- Чемпион Шотландии (3): 2004/2005, 2008/09, 2009/10
- Обладатель Кубка Шотландии: 2008/09
- Обладатель Кубка шотландской лиги (2): 2004/05, 2009/10